# Імперія Гуптів
Імпе́рія Гу́птів (санскр. गुप्त, gupta, гінді गुप्त राजवंश, Gupta Rājavaṃśa; приблизно 320–550 роки) — держава в Індії зі столицею в Паталіпутрі, назва якої походить від імені засновника правлячої давньоіндійської династії Гуптів Шрі-Гупти.
Держава Гуптів була заснована раджею Чандрагуптою I найімовірніше 320 року. Від цієї дати ведеться середньовічне літочислення «епохи Гуптів», яка проіснувала понад 300 років. Панування династії Гуптів справедливо вважають золотим століттям класичної індійської історії.
Чандрагупта I розширив володіння династії за рахунок Магадхи, частини Бенгалії, середньої частини долини Гангу. В період найбільшої могутності, при Чандрагупті II Вікрамадитьї (380–415), територія держави охоплювала майже всю Північну Індію та Гуджарат, від Аравійського моря до Бенгальської затоки.
Самудрагупта здійснив військовий похід у Південну Індію. За часів Скандагупти (455–467) почалися повстання підкорених народів і відбувся напад ефталітів на північно-західні кордони держави.
Під час правління Будхагупти (467–500) почався розпад держави Гуптів. Від неї відпали Катхіавара, Гуджарат і Малва. На початку VI століття ефталіти оволоділи західною частиною держави майже до Магадхи і змусили Баладітью платити їм данину. Близько 528 року останній в союзі з правителем Мандасора (Центральна Індія) Яшодхарманом розбив ефталітів.
Наприкінці VI століття держава Гуптів припинила існування.

## Географія
Політична карта Індії у ІІІ столітті до піднесення династії Гуптів мала строкатий вигляд. В цей час Кушанська держава остаточно втратила контроль над долиною Гангу і перебувала в стані глибокого занепаду, також припиняє існування велика держава на півдні — царство Сатавахани. Північна Індія роздроблена на ряд дрібних держав монархічного, олігархічного та племінного характеру. Центральні райони представлені династією Нагів. Від низин Інду, на Заході правлять шакські шатрапи, які перейняли індійські царські титули.
У північно-західному регіоні панували олігархічні клани: яудхеї між Ямуною і Сатледж, Мадре навколо м. Сагали (Сіалкот), арджунаяни в районі сучасного м. Джайпура, Малаві на півдні Раджастхана і багато інших. Древній клан ліччхавів відіграв провідну роль на Північному Сході.
Первісні володіння Гуптів формувались у Північній Індії, ядром володінь були Біхар, захід Бенгалії, східна частина Уттар-Прадеш. Після ряду завоювань, на зламі IV–V століть, склалася велика держава Гуптів, що простягалась від Аравійського моря до Бенгальської затоки.

## Історія

### Засновники династії
Про засновника династії Гупту (Шрі-Гупта — «вельмишановний Гупта») практично нічого не відомо. Тому це питання викликає суперечки. Ймовірно, Шрі Гупта не міг похвалитися знатним походженням, бо про його предків не повідомляється нічого. Немає даних про статус Гупти і розміри його володінь. Першим магараджею в цьому роду вважався син Гупти Гхатоткача. Проте і його правління нічим особливим не відзначилось.

### Чандрагупта І
Справжнім засновником держави став син Гхатоткача Чандрагупта I, коронація якого в 319 році (дата умовна — можливі варіанти від кінця 318 до 320 року) стала датою заснування гуптської ери. Чандрагупта I прийняв новий титул — махараджадхіраджа, що буквально означало «великий цар, цар царів». Те, що він мав імператорські амбіції свідчив і початок карбування при Чандрагупті золотих монет — динарів. Динар, вагою 7,5 г, мав високий вміст золота і гарантував його високу ліквідність і довіру з боку споживачів.

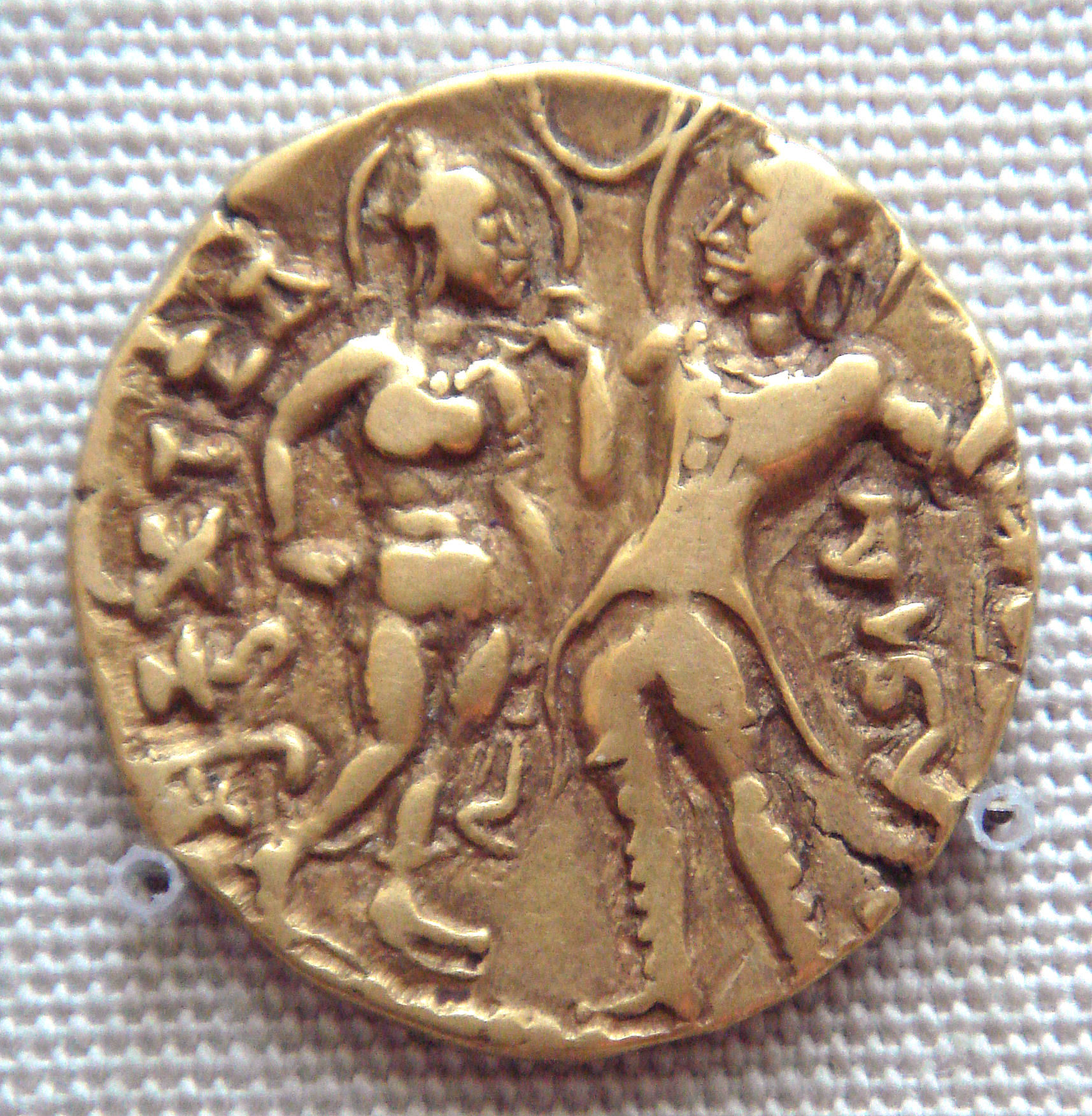
Королева Кумарадеві і цар Чандрагупта I, зображені на монеті сина Самудрагупти

Головною дружиною царя була представниця старовинного роду ліччхавів — Кумарадеві, що надавало шлюбові важливого політичного значення і давало можливість Гуптам відігравати певну роль в Індії в цілому. Пізніше це знайшло відображення в тому, що їх син Самудраґупта пишався родоводом по материній лінії і вказував на це в царських написах, ставши царем древньої Індії.

### Самудрагупта

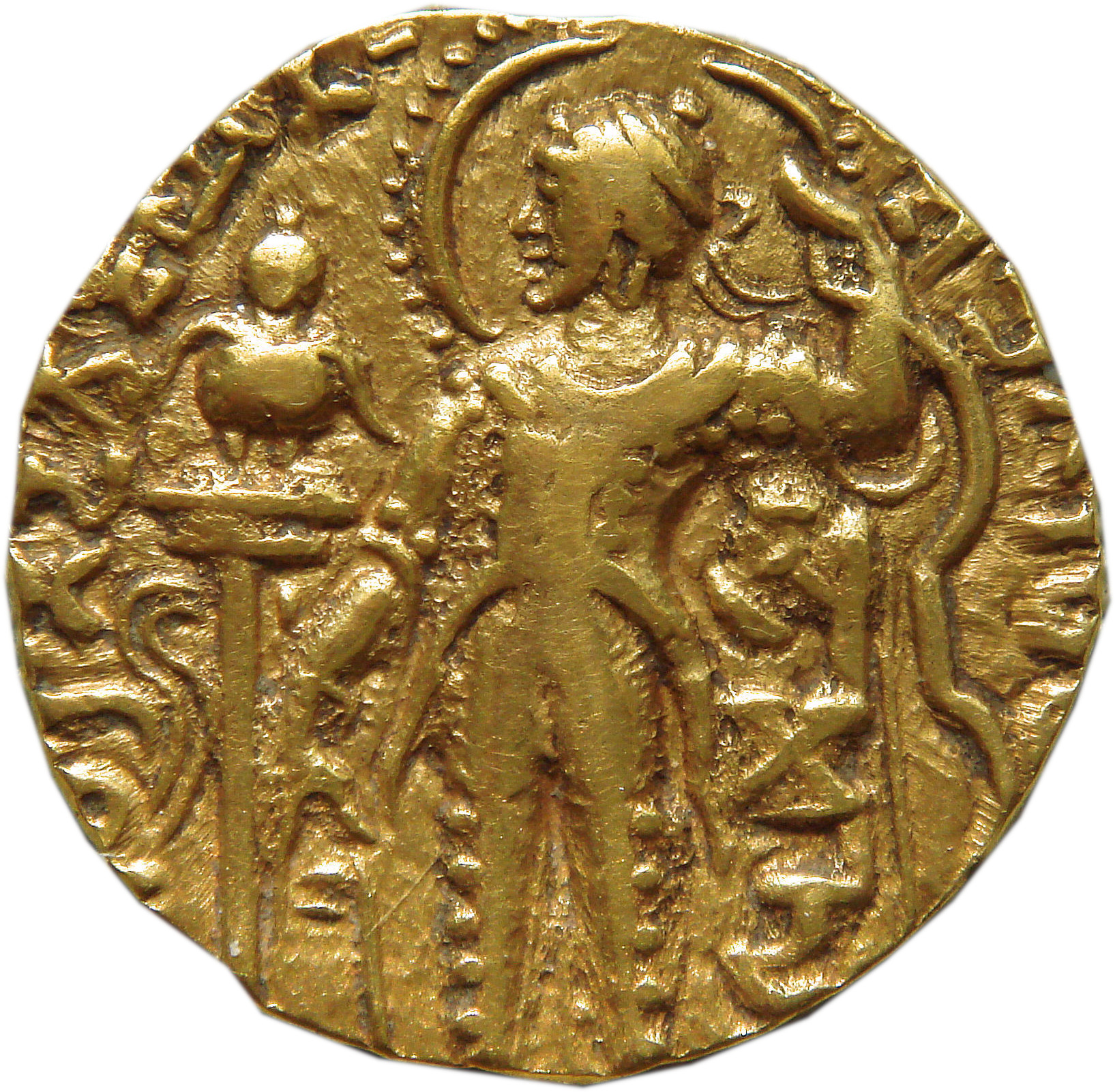
Монета Самудрагупти

Самудрагупта ще більше зміцнив владу династії і розширив територію держави, про що розповідає знаменитий панегірик, висічений на Аллахабадській колоні. Судячи з цих записів, Самудрагупта «брав участь у сотні різноманітних битв», досяг слави як цар-воїн, і «був покритий сотнею ран, нанесених стрілами, списами, бойовими сокирами» і багатьма іншими видами зброї. Він претендував на роль «владики всієї землі» в межах Індостану і прилеглих територій. Панегірист розмежовує усі області цього регіону на чотири категорії. Першу становлять держави, розташовані в центрі, в так званій Ар'яварті. В Північній Індії Самудрагупта «викорінив» владу двох Нагів — нагаса (в районі Падмаваті / Гваліура) і Га-Напаті (район Матхура або Відіш), а також Ачіоті, про що свідчать знахідки монет у районі Ахіччхатри.
Його війська успішно просунулися до держави Кота, в область сучасного Делі. Відносно войовничих кланів Малаві й арджунаянів, Мадре й абхірів, а також в областях Непалу і камарупа (Ассама) гуптський правитель дотримувався іншої політики, називаючи вождів своїми слугами, які зобов'язувалися виконувати його волю, приносити йому всіляку данину і бути відданим. Держави вважалися не частиною Гуптської імперії, а ніби її «сусідами». Зовсім по-іншому склалися відносини в області Дакшінапатхі (Декана), куди здійснювалися походи, можливо, навіть аж до столиці Паллавів м. Канчіпурама, де Самудрагупта захоплював місцевих царів, а потім звільняв їх, даруючи милість. Деякі держави потрапили в залежність на підставі встановлення дипломатичних відносин шляхом утворення посольських місій та шлюбних зв'язків між гуптським царем та дочками вождів, які отримували за це землі. До цієї категорії потрапили «Син неба, шах шахиншах» (імовірно, Кушанський правитель), царі Ланки (Сінхали) і «островів» Південно-Східної Азії та шакамурунда (Західні Кшатрапи).
До 380 року в своє царство він включив більше двадцяти королівств. Історик Артур Вінсент Сміт називав Самудрагупту «індійським Наполеоном».
За правління Самудрагупти офіційною релігією в його державі залишався буддизм, доказом цього було спорудження знаменитої буддійської святині — храму Махабодхи у Бодхгаї, на місці, де на Будду Шак'ямуні зійшло просвітлення. За іншими джерелами при Гуптах відбулося відродження аристократичної кшатрійської культури і до буддизму ставилися непривітно, через його зв'язок з попередніми не арійськими правителями Індії.
При Самудрагупті виникає культ царя як живого божества і втілення Індри, Варуни, Кубери та Ями, за яким правитель наділявся найкращими чеснотами. Демонструючи свою прихильність до батьків, наказав зобразити їх на золотих монетах. Розумом він перевершує легендарних мудреців давнини, своїми поетичними спробами заслужив титул «царя поетів», не мав собі рівних у грі на музичних інструментах, що було небезпідставно і про що доводять монети із зображення Самудрагупти як музиканта. Все це було покликано виправдати сильну одноосібну владу і підкреслювало ідеологію влади «царя царів».

### Чандрагупта ІІ

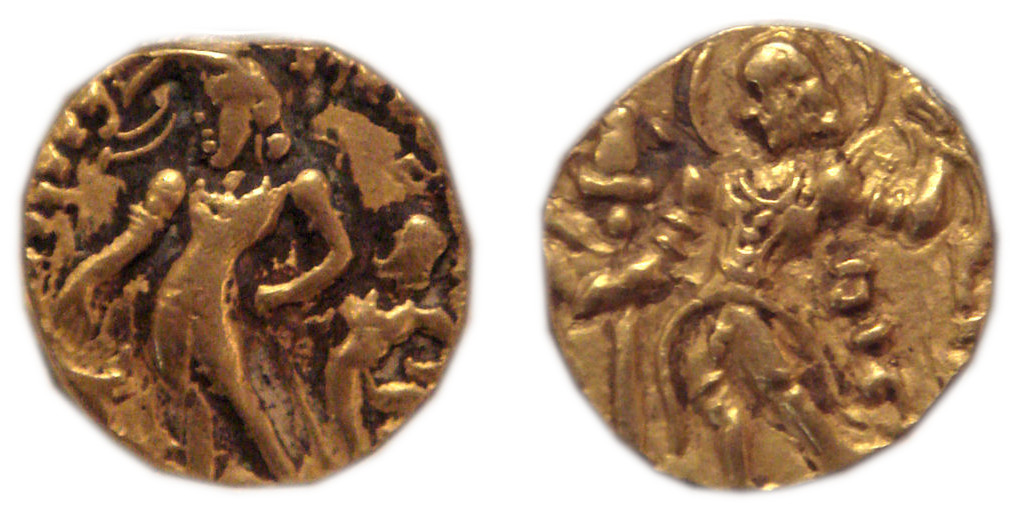
Золоті монети Чандрагупти II

Наступником Самудрагупти був його син, який зайняв престол у 376 році під іменем Чандрагупти II і царював понад 30 років до 414 року. Він розправився із кушанським царем, що розгромив його старшого брата Рамагупту, одружившись із його дружиною Дхрувадеві. Цю історію довгий час вважали просто романтичною історією, але її достовірність підтвердили знахідки 20 мідних монет Рамагупти із написом «цар царів». Історичною особою є і Дхрувадеві, дружина Чандрагупти II, яка народила наступника престолу Кумарагупту I.
Відомості про Чандрагупту ІІ знайшли на нержавіючій залізній колоні поблизу Кутубмінара на околицях Делі. Напис починається з розповіді про те, як цар розгромив коаліцію своїх супротивників у країні Ванг (Східна Бенгалія), але основними напрямами зовнішньої політики були західний і північно-західний. У цей час було знищено владу Західних Кшатрапів у районах Катхіавара, Гуджарата і Мальви, де намісники гуптського царя почали карбувати срібну монету. Чандрагупта ІІ підкорив і Пенджаб, «переправившись через сім потоків Інду», і переміг вахлаків (Бактрія), встановивши данину. Таким чином, на рубежі IV—V століть склалася велика держава Гуптів, яка простяглась від Аравійського моря до Бенгальської затоки. Чандрагупта ІІ приймає титул «Вікрамадитья» («Сонце доблесті»), наслідуючи легендарного правителя Уджаіна, який успішно боровся з шакамі і заснував так звану еру Вікрама (58 рік до н. е.).
Свій вплив гуптський правитель поширив на південь від гір Віндхем та уклав династичний союз із Вакатаками. Це був час розквіту гуптської культури, про що свідчать перекази, які пов'язують із царським двором життя і діяльність найбільших поетів і вчених, іменованих за традицією «дев'ять дорогоцінностей».

### Кумарагупта І

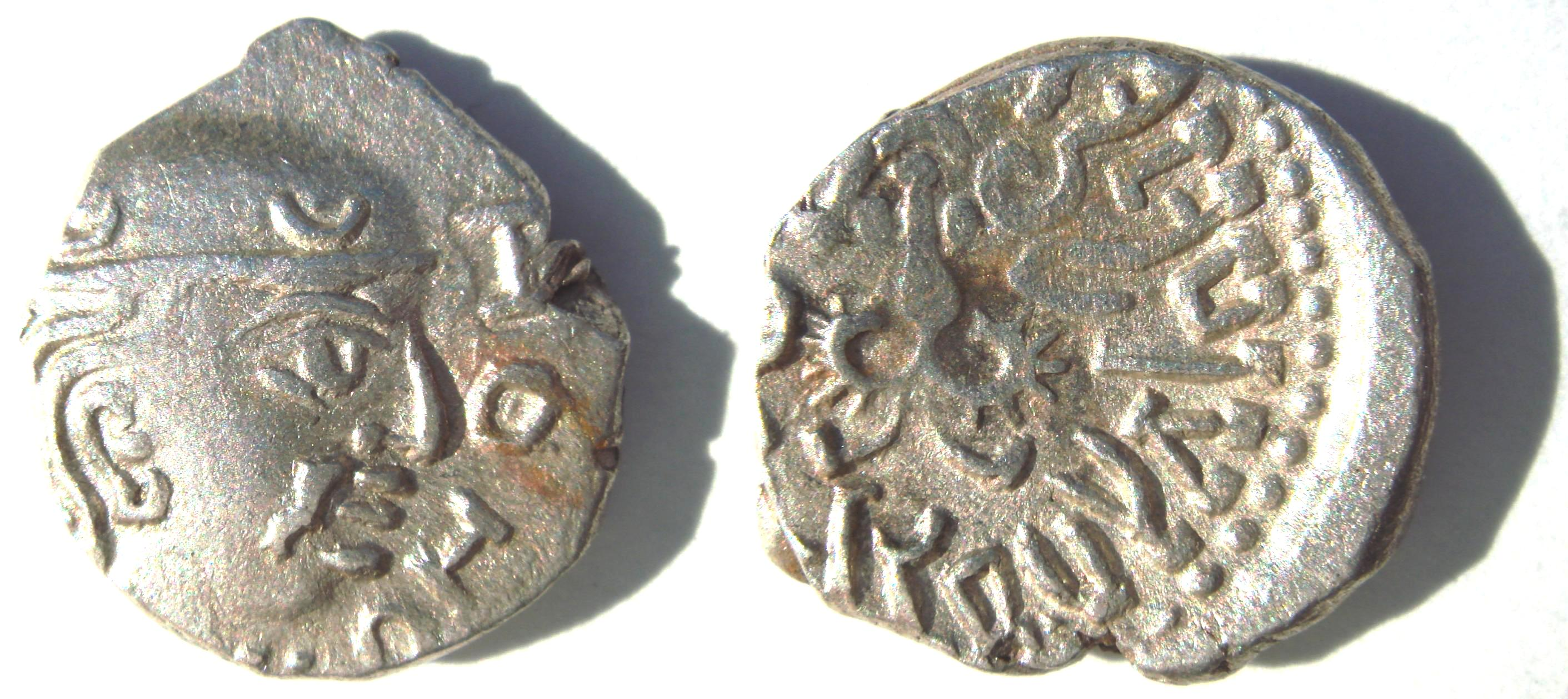
Срібна монета Кумарагупти I

Син Чандрагупти II Кумарагупта I царював із 415 до початку 450-х років. До нас дійшо мало відомостей про його правління. Якщо справедливо Кумарагупту I ототожнюють із Махендром, який згадуються в Пуранах, то можна вважати, що Гупти поширили свій вплив на Калінгі з прилеглими областями (сучасна Орісса, Східна Індія). У Гуджараті та Саураштрі Кумарагупта повалив династію Шарве. Проте, за його правління, для Гуптів були втрачені північно-західні території, про що свідчить відсутність тут монет з ім'ям Кумарагупти I.
У написах Кумарагупта I називається просто махараджою, а не «цар над царями». Це іноді розглядається як свідчення занепаду верховної влади, яка, можливо, пов'язана з іноземною навалою гунів-ефталітів.

### Скандагупта

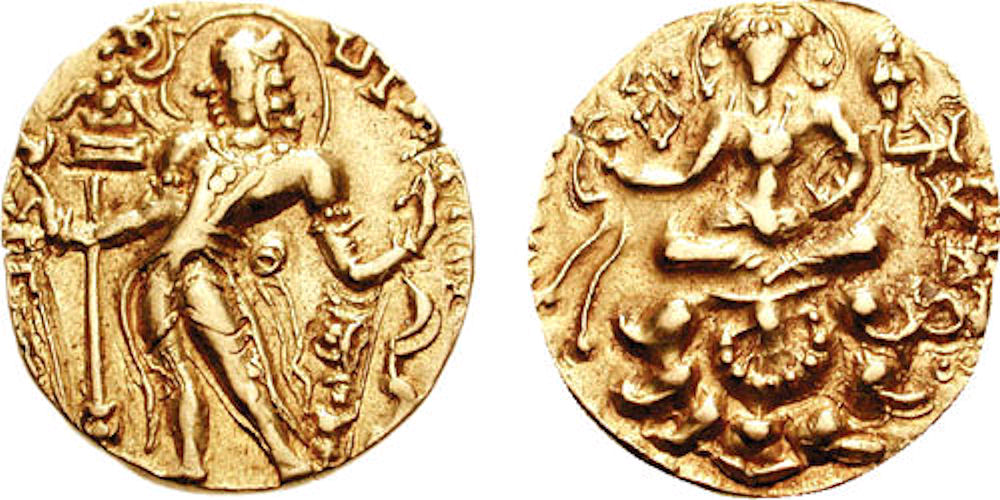
Скандагупта

Про діяльність сина Кумарагупти I Скандагупту (455–467) розповідають записи, зроблені ним самим. Він стверджує, що після смерті батька йому вдалося розгромити ворогів і «відновити щастя династії, яке похитнулось». Ймовірно, і отримання влади було для нього пов'язано зі значними труднощами. На відміну від загальної практики Скандагупта не наводить імені своєї матері, що означає, що вона не була головною царицею і це спричинило труднощі при отриманні влади. Крім того, написи і монети свідчать про короткочасне правлінні якогось Гхатоткачі Гупти, очевидно старшого сина Кумарагупти I. Це означає, що Скандагупта не був єдиним претендентом на трон. Скандагупта називає ряд своїх військових перемог, зокрема над чужинцями і варварами-млеччхами. Найважливішим досягненням його було відбиття натиску ефталітів в Гандхарі.
У написі на колоні у Бхітарі панегірист повідомляє: цар «всю землю потряс двома руками, коли зійшовся у битві з гунами». Гунська навала дійсно було зупинена на десятиліття. В цей час держава займала лише територією долини Гангу та мала збіднілу державну скарбницю, що визначається поступовим погіршенням якості монет. Вміст золота в динарах Самудрагупти і Чандрагупти II становив понад 80 %, а при пізніх Гуптах ледь сягав половини.

### Останні правителі
Про наступників Скандагупти сучасні історики мають лише загальні відомості. При Будхагупті правителі деяких околиць областей прийняли титули махараджів, що свідчить про ослаблення центральної влади. Після смерті цього царя знову почалася виснажлива війна з ефталітами. В кінці 5 століття їх цар Торамана здійснив кілька завойовницьких походів до Індії. Все царювання Чандрагупти III і Бханугупти пройшло в запеклих боях із загарбниками. Зрештою ефталітському царю Тораману і його наступнику Міхіракуле вдалося встановити свою владу над усією Північною Індією. Про спустошливі набіги ефталітів писав пізніше у своїй хроніці «Раджатарангіні» кашмірський історик Кальхана:
|  | «Про наближенні Міхіракули, населенню, яке втікало від нього, ставало відомо по шуліках, воронах та інших, подібним їм, які прагнули насититися тілами тих, хто був вирізаний його армією. День і ніч, оточений тисячами тіл зарізаних ним людей, цей величний Ве-тала незворушно жив у своїх розважальних палацах. Коли цей жахливий на вигляд ворог людства знищував людей, він не знав жалю до дітей, милосердя до жінок або поваги до людей похилого віку». |

Нарасімагупта, що правив у першій половині 6 століття, визнавав верховну владу ефталітів і платив їм данину. Але в кінці свого царювання Нарасімагупта здобув незалежність. Цьому сприяли внутрішні чвари, що почалися в державі кочівників.
Під владою ефталітів залишилися тільки Пенджаб і Гандхара. З цієї важкої війни імперія Гуптів вийшла внутрішньо ослабленою. Після смерті Нарасімхагупти вона швидко розпалася на частини. Його наступники Кумарагупта III і Вішнугупта, ймовірно, мали реальну владу тільки в долині Гангу.
Згідно з джайнською історичною традицією, кінець династії припадає на 231 рік гуптської ери. Проте, в деяких областях (наприклад, в Оріссі) Гупти правили і пізніше 550 року. Але ще в середині 8 століття в Магадха є свідчення про царів, імена яких закінчувалися на «Гупта», проте їх спорідненість із династією Гуптів залишається недоведеною. Настав тривалий період роздробленості.

## Політична та адміністративна структура держави
За правління Гуптів склався розгалужений бюрократичний апарат, монополізований родовитою аристократією переважно з брахманів. Адміністративним центром держави було м. Паталіпутра. На місцях управляли намісники (бхогапаті, упаріка, вішаяпаті тощо) Судячи з епіграфіки, при них були установи, іменовані адхікаранами, в які, окрім чиновників, входили представники від купців і ремісників. Ці адхікарани, зокрема, відали продажем державної землі. Нижчою адміністративною одиницею було село на чолі зі старостою (граміка). Китайський паломник Фа Сянь, що був у Півнівній Індії в 405–411, писав, що службовці державного апарату отримували від казначейства грошову платню з коштів, що надходили до нього головним чином від земельного податку з селян, що обробляли царські землі.
Держава була розділена на 26 провінцій, проте це не було свідченням існування єдиного і централізованого бюрократичного апарату. Фа Сянь, подорожуючи Індією, доходить висновку:
|  | ...тутешні жителі чесні і благочестиві, вони не мають чиновників, не знають законів, не визнають страти, не вживають у їжу ніяких живих істот, і в їх царстві немає ні скотобоєнь, ні винних крамниць. |

Зберігалися різні форми самоврядування — сільські громадські ради, кастові і професійні об'єднання тощо. Гуптська епіграфіка повідомляє, що в містах усіма муніципальними справами керували купецькі гільдії і ремісничі корпорації. Вони згадуються, наприклад, у написах на глиняних печатках із м. Відіші: корпорація ремісників (куліканігама), гільдія купців і банкірів-мінял (шрешт-хінігама), об'єднання торговців-караванників (сартхаваханігама) тощо.
Імперія Гуптів не мала єдиної структури. Центральний район її підпорядковувався верховному правителю — далі розташовувалися великі залежні і напівзалежні території. Місцеві князі не були знищені, їх позбавили великих володінь, і вони займали адміністративні пости в гуптській адміністрації. У кожній з областей держави Гуптів політична еліта здебільшого зберігала свої позиції, незважаючи на будь-які військові дії і зміни кордонів. З'являються нові роди, які походили із місцевої аристократії. Місцеві аристократи, представники незнатних родів, також часто займали адміністративні посади, це слугувало основою утворення нових династій. На великих територіях, підвладних Гуптам, складалося нове «кшатрійство». Сама структура держави мала «сімейний» характер, бо провінційними намісниками часто ставали царські сини або інші родичі. Це постійно призводило до сепаратистських рухів. У державі не було чіткого порядку престолонаслідування. Як свідчать відомі факти династичної історії, майже кожна зміна правителя викликала усобну боротьбу між його синами.
Правителів залежних земель називали Саманта (букв. «сусід»). Найбільш могутні з них іменувались титулом «великий Саманта» і цей термін, практично, ототожнюється з Махараджа («великий цар»).
У процесі розпаду Гуптської держави межа між верховним владикою і його намісниками стиралась взагалі.

## Суспільство

### Селянська громада
Основу соціального устрою індійського села IV—VI століття становила сусідська громада. Окремі сім'ї вели господарство і володіли основними засобами виробництва. В найбільш економічно розвинених районах приватновласницькі відносини приводили до дроблення великих сімей та майнового розшарування. Поділ спадщини зазвичай відбувався після смерті глави сім'ї, часто ділилося тільки рухоме майно і те, що було придбано спадкодавцем особисто, земля ж вважалася нероздільною власністю, що дісталася від предків. Поділ міг бути тільки рахунковим актом, після якого знову відбувалося об'єднання майна великої родини. При продажі земельних ділянок переважне право на придбання надавалося родичам. В індійському селі існували міцні мирові і родинні зв'язки, тому процес економічного розшарування відбувався не внаслідок економічної конкуренції, а через приналежность до панівної в регіоні касти, відносини традиційного панування і підпорядкування, посідання влади, починаючи з посади сільського старости тощо.
Хлібороби частіше завдавали в боргову кабалу себе або своїх домочадців, ніж продавали свої земельні ділянки.
Для індійського села характерно тривале існування патріархальних та напіврабських форм експлуатації. Широко використовувалася праця наймитів і здольників, які називалися зазвичай ардхіка («половинщик»), але насправді вони отримували не половину, а меншу частину врожаю. Джерела не повідомляють про ступінь застосування рабської праці в сільському господарстві, але про використання куплених рабів у домашньому побуті заможних родин в місті і в селі свідчень є багато.
Крім землеробів в селах проживали ткачі, фарбівники та інші ремісники, які постачали товари на ринок. Міжсільські ярмарки і торги неодноразово згадуються в джерелах пізньої давнини. Гуптські написи говорять і про обкладання податками «переданого й вимірюваного» в селах, тобто про існування торгового мита з сільських ринків. Є відомості про дрібних торговців, які постійно жили в сільській місцевості.
Період Гуптів характеризується початком занепаду рабовласницької системи. В надрах рабовласницького суспільства формувалися елементи феодального ладу.

### Касти
У ці часи продовжує формуватись кастовий устрій. Фіксувались такі ознаки касти, як соціальна замкненість, і перш за все ендогамія — заборона міжкастових шлюбів, складні правила спілкування між представниками різних каст, кастові професії або заняття та пов'язані з цим зовнішні атрибути вигляду і поведінки членів певної касти. Касти мали місцевий характер (на відміну від загальноіндійських станів — варн), це дозволяло їм зберігати чітку внутрішню організацію. Справами касти відала спеціальна рада, якщо виникали істотні питання могла бути зібрана сходка. Найрадикальнішим заходом проти будь-яких відступників було вигнання людини з касти, що реально означало перетворення його в ізгоя, позбавленого будь-якої підтримки рідних і близьких.
Суттєвою рисою кастового ладу є його ієрархічність. Повноправні землевласники села зазвичай належали до однієї, панівної в даному районі касти.
Основна маса орендарів і безземельних наймитів з інших каст, працюючи на пана, вважали це не тільки економічною необхідністю, а і одвічним кастовим боргом. Матеріальне забезпечення ремісників і громадських слуг, так само як сільського брахмана або астролога, визначалося тим же неписаним звичаєм, що і виконання останніми своїх професійних та ритуальних обов'язків. Таким чином, кастовий лад створював організаційну структуру сільської громади та гарантував її стійкість і консерватизм.
У цей час відбувалась асиміляція так званих відсталих етнічних племен джунглів у класове суспільство як найнижчих, знедолених, навіть недоторканних каст.

### Варни
У тих випадках, коли місцеві народності були досить численні і досягли певної міри соціальної диференціації, в їх середовищі відбувалося оформлення відносин за зразком загальноіндійського станово-кастового ладу: місцева знать долучалася до кшатріїв, основна маса землеробського населення розглядалася як шудри. Брахмани навіть на території Південної Індії були переважно вихідцями з Півночі, які захопили, придбали або отримали в дар земельні володіння. Населення зобов'язане було виконувати на користь нового власника трудову повинність (Вішта), але ще більше значення мали різні натуральні і грошові платежі. Традиційно величина основного сільськогосподарського податку визначалася в розмірі 1/6 доходів, проте багато що залежало від конкретних умов місця і часу. У найдокладніших переліках вказувалося до 30 видів поборів, і навіть такі списки не претендували на повноту, закінчуючись словами «та інше». Існували застереження щодо прав на використання природних багатств.
Населення сіл, подарованих правителем, мало поводитися покірно стосовно нового господаря, який мав адміністративну владу. На цій території її власник сам творив суд і розправу за тими справами, які раніше належали зазвичай громаді і були дрібними провинами (словесна образа, дрібні викрадення, перелюбство тощо). Слідство і покарання за такі проступки, як розбій або державна зрада, дарувальник зберігав за собою.

## Армія
Імператори династії Гуптів домоглися зовнішньополітичних успіхів завдяки ефективній військовій системі. Про військову систему існують повідомлення не самих правителів, а китайських і західних спостерігачів. Проте, «Шива-Дханур-веда» («Веда лука») розглядається як військовий класичний трактат і несе певну інформацію про військову систему Гуптів. Зокрема, у трактаті йде мова:
- Про військовий кодекс честі кшатріїв;
- Про види зброї і способи їх застосування на полі бою;
- Про форму підготовки бійця[14].

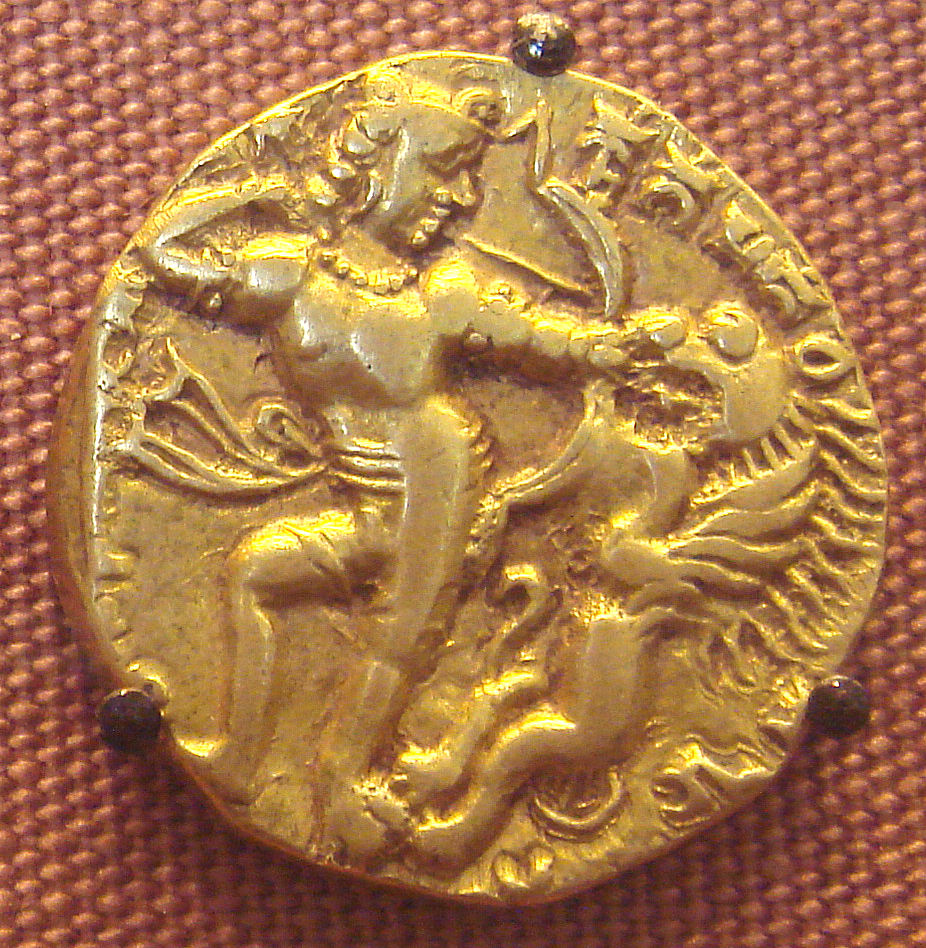
Золота монета епохи Ґуптів, на якій зображують царя Ґупту, який тримає лук

Незмінною, впродовж майже 2200 років, зброєю індійців залишався лук, звичайно довжиною 4 ≈ 5 футів. Хоча були спроби використовувати метали та інші матеріали, бамбук залишався основним матеріалом. Бамбукові стріли мали довжину 2 ≈ 3 фути, наконечники зазвичай робили металеві. Дальність стрільби була 100 ≈ 120 ярдів або меншою, коли застосовувалися важкі стріли з залізними наконечниками проти слонів. Також проти слонів застосовувалися і вогненні стріли. Лучники не носили щитів, але прикривалися щитами передніх рядів списоносців і метальників дротиків. Хоча рукопашні бої не були поширені, лучники і списники носили довгі, з широким лезом мечі. Якщо долю битви не вдавалося вирішити за допомогою списів і стріл, починалася рукопашна сутичка. Індія історично мала добру репутацію у виробництві зброї із сталі. Одним із видів зброї був сталевий лук. Завдяки своїй високій розтяжності, сталевий лук мав велику дальність і міг пробити товсту броню. Такі луки мали менше поширення, ніж бамбукова зброя, а їх дизайн свідчить, що ними були озброєнні заможні воїни. Гупти також в бою використовували катапульти та інші метальні пристрої.
Гупти не надто активно використовували кінних лучників, зважаючи на непристосованість коней до місцевих кліматичних умов, попри те, що ці воїни були головною складовою в рядах скіфської, парфянської армій. На полях битв з'явилися і бойові слони, яких індійські правителі вважали військовою силою, рівною колісницям. Гуптська армія була дисциплінованою. Командирська здатність Самудрагупти ІІ і Чандрагупти II виявилась у розумінні необхідності єдиної військової тактики та належної матеріально-технічної організації. Гупти також мали флот, що дозволило їм контролювати прилеглі води.
Розпад імперії Гуптів був пов'язаний не із занепадом армії, а з внутрішньополітичними проблемами, які підірвали здатність Гуптів протистояти іноземній окупації, як це відбувалось в Західній Європі та Китаї.

## Економіка

### Сільське господарство
У вологих достатньо забезпечених опадами районах головною сільськогосподарською культурою був рис. Здебільшого рисоводи забезпечували свої поля регулюванням стоку води з полів під час сезону дощів, але в деяких місцях зводили іригаційні споруди. В цей час зрошувальні системи були побудовані в прибережній ділянці (Коромандельський берег) від гирла Годоварі і Крішни до дельти р. Кавері.
В районах середньої зволоженості основною злаковою культурою була пшениця, а також ячмінь, просо, бобові.
Розвиток сільського господарства відображав ріст продуктивних сил і свідчив про перехід Індії від стародавніх часів до середньовіччя: освоювались нові території, широко поширювалось розведення домашніх культур, вдосконалювались прийоми землеробства.
В степових і навівстепових районах великого значення набувало скотарство. Проте, через скорочення територій для випасу худоби, зокрема у західній частині долини Гангу, місцеві племена переходили до землеробства.

### Розвиток ремесла

Залізна колона в Делі.

Міське ремесло в цей час досягло високого рівня, про що свідчила величезна бронзова статуя Будди з Султанганджа, знаменита залізна колона Чандрагупти II в Делі та інші археологічні знахідки. Досягнення металургів отримали визнання далеко за межами Індії — в «Дигестах» мова йде про імпорт «нержавіючого індійського заліза». Гуптський період був золотим віком індійського монетного виробництва. Тоді ж почали складатися основні типи монументальних споруд, які поширені вже в період середньовіччя.
Літературні джерела допомагають уявити організацію міського ремесла, основною фігурою якого був самостійний майстер, який мав учнів. Учень, як і в Середньовічній Європі, мав створити «шедевр», а потім відкрити власну майстерню або працювати за плату як підмайстер. На підсобних роботах, можливо, використовувалася і рабська праця. Представники окремих професій об'єднувались в артілі, які працювали за наймом. Міське ремесло переважно орієнтувалося на замовлення.

### Торгівля
Існування великої держави передбачало можливість розвитку торгівлі, як внутрішньої, так і зовнішньої. Окремі райони Індії мали свою спеціалізацію: з Гандхари привозили цукор, із Каушамбі — рис. Торгові каравани рухались через Кабул і Балх до берегів Амудар'ї, через Кандагар — в Іран. Із Візантією підтримувалися активні зв'язки морськими шляхами. Китайський паломник Фа Сянь, що відвідав Індію при Чандрагупті II, повідомляє, що двощоглові кораблі, місткістю 150–200 осіб, регулярно ходили з Тамраліпті на Ланку. Існують дані про десяток індійських місій до Китаю в 5 столітті. Через поширення в Китаї буддизму, китайські паломники приїжджали до Індії за священними книгами. Саме в цей час виникають колонії індійців у Бірмі, Сіамі, Камбоджі, на Суматрі, Яві та Борнео. Посилюється її культурний вплив на сусідні країни.
Про розмах і регулярність грошового обігу свідчать знахідки майже двох десятків скарбів золотих монет у різних районах Індії. У написах гуптського періоду повідомляється, що ремісничі і торгові гільдії приймали грошові внески і здійснювали банківські операції. Проте, відзначається нечисленність мідних монет, що свідчило про низький ступінь розвитку роздрібної торгівлі. У записах Фа Сяня йдеться про те, що навіть у столиці імперії Чандрагупти II як обмінні кошти використовувалися мушлі каурі.

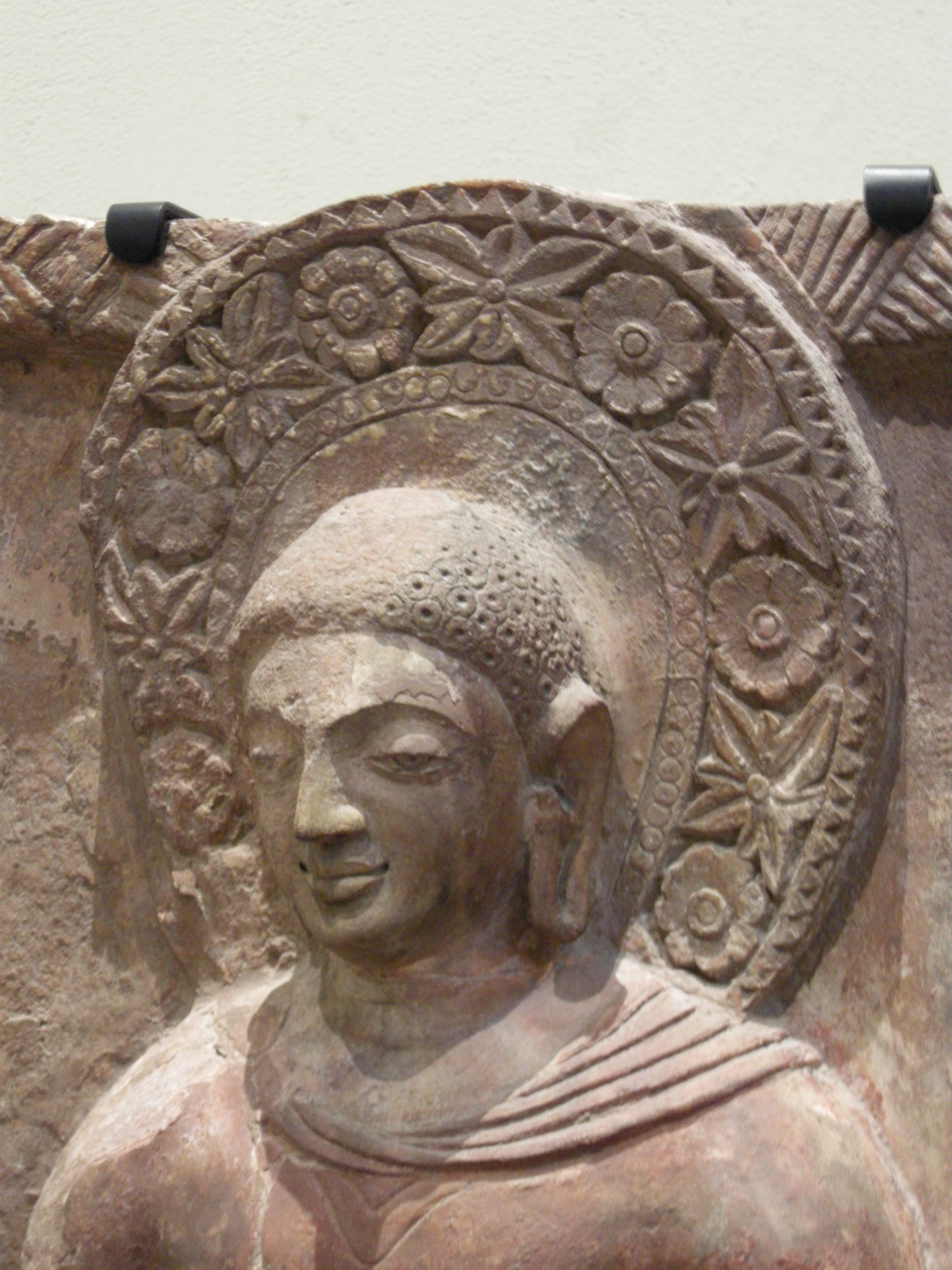
Теракотовий рельєф медитації Будди

## Релігія
Буддизм в період династії Гуптів залишався впливовою силою, але за Чандрагупти II перестав бути основною державною ідеологією, причиною цього стала діяльність самих буддійських релігійних функціонерів, які орієнтувались на цілковите дотримання канонів «Тіпітаки». Цей канон вчив, що тільки за релігійні заслуги в буддійській общині можна досягти нірвани. Той, хто не був членом сангхи (общини монахів-буддистів), а працював і не жив милостинею, права на нірвану в хінаяні не мав. Крім Індії, Тхеравада поширилася на Бірму, Камбоджу, Лаос, Таїланд, Індонезію, Шрі-Ланку й навіть зазіхала на Тибет, але безрезультатно. Діяльність ченців-хінаяністів не влаштовувала більшу частину населення, які створили другий напрям буддизму — махаяну, що базується на ідеалі Бодгісаттви, аскета-мудреця, який веде людей до порятунку. «Демократичні» принципи сприяли поширенню махаяни на Китай, Корею, Японію, В'єтнам, але в Індії «реформатори» зазнали поразки та були вигнані. Популярність в імперії здобувають містичні тексти «Гух'я Самаджа», в яких писалося, що Будда постійно поринає в мерзенну розпусту з ангелами. Ченці ж і черниці, які дали обітницю, не дотримувалисяя постів і підривали суспільну мораль не менше від куртизанок, користуючися привілейованим статусом буддизму в державі. Це спричинило кризу державної ідеології і примусило Чандрагупту ІІ відкинути буддизм і прийняти вішнуїзм (течія в брахманізмі). Одне з його положень — вчення про перевтілення душ, обумовлене попередніми вчинками, добрими чи поганими. Верховні божества індуїзму — Брахма (Творець світу), Вішну (Бог-охоронець) і Шива (Бог-руйнівник).
Священними книгами індуїзму стали великі епічні поеми «Махабхарата», «Рамаяна» і пурани — збірки міфів і переказів індуїзму. На відміну від текстів ведійської релігії епос і пурани не були творами для обмеженого кола жерців і «двічінародженних», — вони були доступні і близькі основній масі населення (шудрам). У пуранах мова також йде про аватари — втіленнях богів, що сприяло ототожненню культів різного походження та асиміляції релігійних вірувань численних народів Індії. У той же час для класичний (пуранічний) індуїзм характеризується зміною ставлення до божества — популярною стає ідея нескінченної відданості йому, особистого служіння.
Згідно версії Джавахарлала Неру у цей час повернення до індуїзму та традицій відбулося через те, що сама держава Гуптів була заснована в результаті повстання аристократів (кшатріїв) проти чужоземних правителів буддистів часів Кушанської імперії.

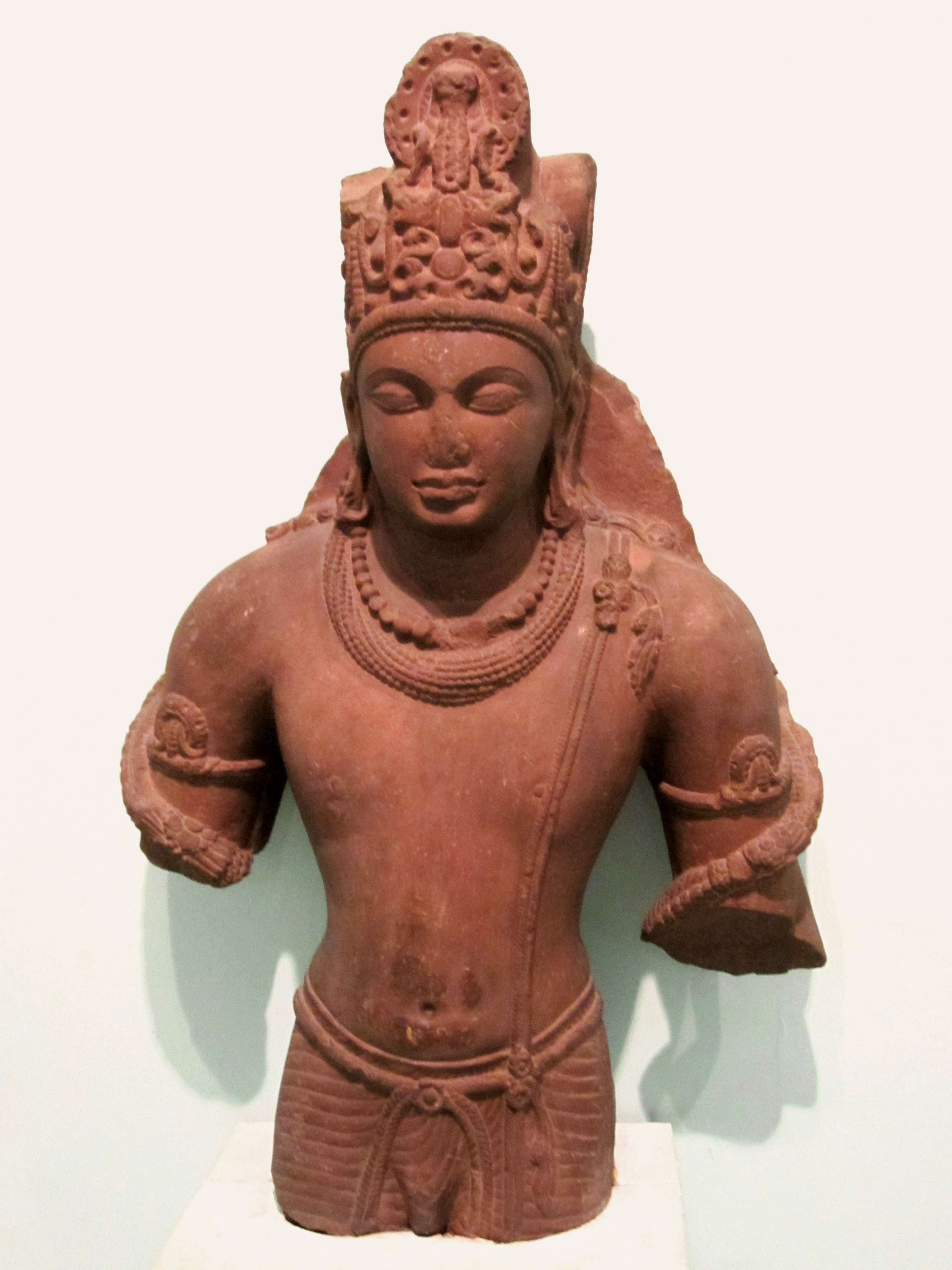
Фрагмент статуї Вішну (V ст., Матхура), Національний музей, Нью-Делі

Це ще більше розхитувало ідеологічні основи ідеології, що стало відчутним під час правління наступників Чандрагупти ІІ. Ідеологічний фундамент імперії захитався, що невдовзі відчули наступні махараджі. Кумарагупта, шукаючи виходу з ідеологічної кризи, прийняв шиваїзм, що ще більше ускладнило ситуацію в країні.
У записках Фа Сяня йдеться про те, що на рубежі 4—5 столітті буддизм не втратив ще своїх позицій у Північній Індії, де процвітали центри буддизму Гандхара і Матхура, Магадха аж до Тамраліпті. Приблизно цим часом датується творчість найбільшого буддійського філософа Васубандху. Релігія буддизму поширювалася за межі Індії — на північний захід, а потім у Китай, на південний схід — на острови Індонезії. У Західній Індії був стійким вплив джайнізму, на рубежі 5—6 століть у Валабхі зібрався найважливіший собор, на якому було оформлено канон школи шветамбарів.
Не зважаючи на це різноманіття релігій, саме індуїзму, який був синтезом вірувань і традицій численних народів Індії, в майбутньому судилося стати основною релігією країни. .

## Наука та освіта

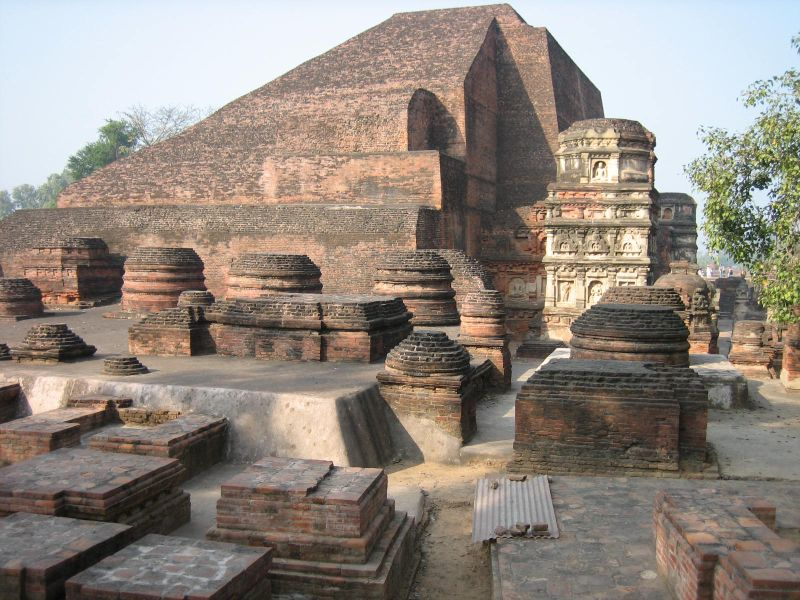
Руїни освітнього центру епохи Гуптів — Наланди

В епоху Гуптів були записані древні усні трактати з різних галузей знань. Індія була відома буддійськими університетами в Таксілі, Наланді, Аджанті.
Низку відкриттів в галузі астрономії зробив учений Аріабхата I, з великою точністю розрахував число «пі», умів розв'язувати лінійні рівняння з двома невідомими і стверджував, що кругла Земля обертається навколо своєї осі.
Склалася в цілому традиційна система індійської медицини — Аюрведа.
До того часу належить творчість лікаря Сушрути. У трактатах Сашрути зібрано великий обсяг інформації з педіатрії, невропатології, фармакології, отоларингології, наведені дані з діагностики. Автор приділив велику увагу також питанням гігієни й дієти, описові сенсаційних хірургічних операцій (трепанація черепа, ампутація кінцівок, усунення катаракти, кесарів розтин тощо).
У VI столітті жили астроном і математик Варахаміхіра та лексикограф Амарасінха
.
У своїх працях Варахаміхіра порівнював астрологію з лампою, яка кидає світло на темні куточки майбутнього, робить видимими результати і наслідки карми, яка напрацьована попередніми життями. Його книга «Бріхат-Джатака» («Велика книга про народження») стала фундаментом джьотіша, традиційної індійської астрології.
В історичній науці індійці потреби не бачили. Вони вірили, що реально існують лише душі (для індусів) або дхарми (для буддистів), і тому вважали, що перебіг подій в ілюзорному світі матеріальних тіл, тлінне, не існуюче буття не можуть бути предметом дослідження для справжньої науки.

## Побут, звичаї, право
На відміну від Маур'їв, які контролювали торгівлю і промисловість, Гупти дозволили своїм підданим вільно займатися ремеслами, торгівлею, тому багатство і процвітання в епоху Гуптів перевищило епоху Маур'їв. В основному, індійці вели аскетичний спосіб життя. Проте, багато хто прагнув до задоволень і насолод. У містах існували знать і представники середніх класів, які користувалися своїми садами, займалися музикою, танцями, іграми та іншими розвагами. Вони користувались щоденними ваннами, брали участь у культурних і суспільних заходах, вживали різні харчові продукти, включаючи рис, хліб, рибу, молоко, фрукти та соки. І, незважаючи на релігійні заборони, індуси — особливо аристократи — пили вино і міцні алкогольні напої.
Великі маєтки зростали за рахунок праці залежних селян та рабської праці. Існувала велика кількість бідних людей, яка залишалися зокрема і через кастову систему. Кастовий поділ робив низьким і статус жінки.
В цей час зростає благодійність. Лікарні пропонували безкоштовну допомогу для всіх, багатих і бідних. Існували будинки відпочинку для мандрівників, уздовж проїзних доріг в Індії, і столиця Паталіпутра мала відмінну безкоштовну лікарню, створену за рахунок благодійництва багатих людей.
Хоча Гупти мали організовану адміністративну систему, зі зростанням добробуту прийшов час великої щедрості. Жорстокі покарання Маур'їв були скасовані. Населенню не потрібно було реєструватися в органах державної влади або мати при собі відповідні документи при поїздках в межах імперії. Уряд працював без системи шпигунства, яку часто практикували правителі Маур'їв. Скасована смертна кара, яку замінили штрафи. Покарання, як-от відрізання рук, застосовувались для невиправних, професійних злочинців. Вбивствам запобігали основи вчення буддизму і джайнізму, які були поширені серед населення. Згідно з цими вченнями, індійці ставали вегетаріанцями, не їли м'яса, за винятком риби, яку широко споживали в Бенгалії та подекуди на півдні. Мандрівники в Індії не мали підстав побоюватися пограбування. Про це писав і Фа Сянь, який подорожував Індією протягом одинадцяти років і зазначив, що його ніколи не грабували.

## Культура
Епоху Ґуптів називають «золотим віком» староіндійської культури. Деякі царі гуптської династії, наприклад Чандрагупта ІІ і Скандагупта, були поетами і музикантами. Під час правління Чандрагупти жив видатний поет і драматург, який писав мовою санскрит, — Калідаса.

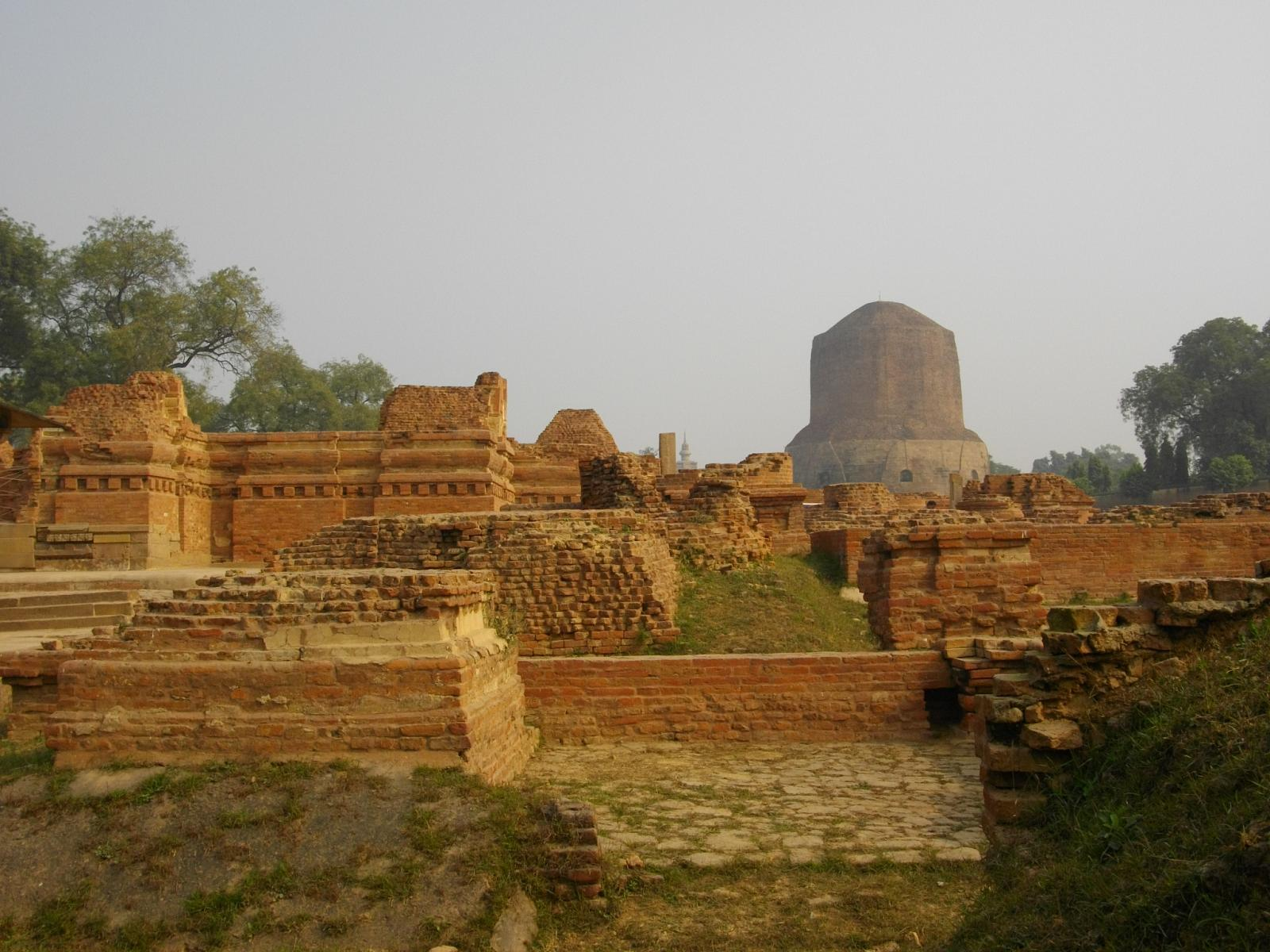
Руїни Сарнатха і ступа Дхамек

Переважна більшість творів архітектури, скульптури і живопису цієї епохи безповоротно загинули. Але й те, що вціліло, наприклад статуї будд і брахманічних божеств у містах Сарнатх, Матхура, Еллора та Канчі, індуїстські храми в містах Деогарх і Бхітаргаон, буддійські ступи в Санчі, настінні розписи храму Мадраського Шіттаннавашала або багхських печер, свідчить про різноманіття, природність і гармонійність індійського мистецтва того часу.

### Архітектура

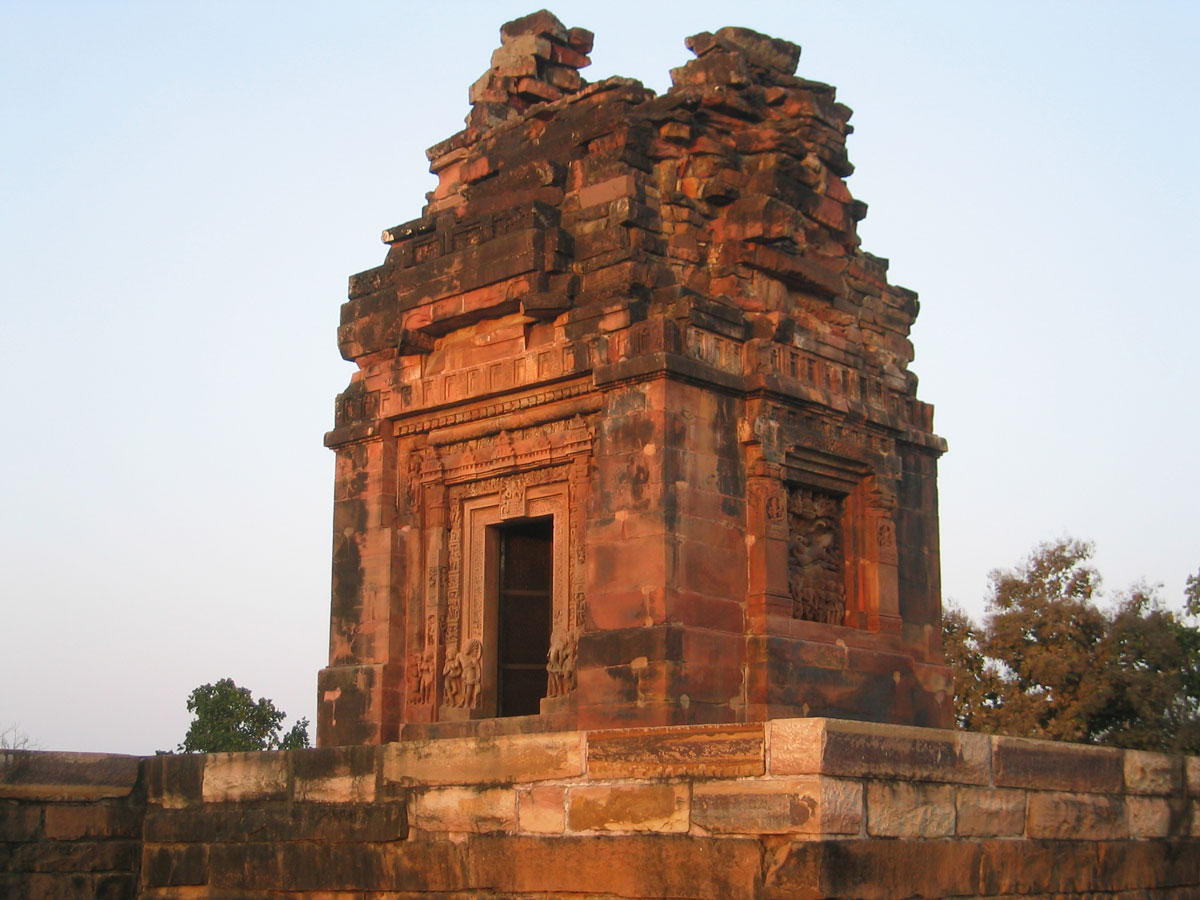
Храм Вішну в Деогарсі

Культура періоду держави Гуптів характеризується насамперед розвитком класичної монументальної архітектури, представленої численними храмами і палацами. Більшість будівель періоду Гуптів були зруйновані при іноземних завоюваннях Індії. Але літературні джерела свідчать про широкий розмах будівництва в той період: зводилися численні буддійські й індуїстські храми, палаци, наприклад, храм Дурги в м. Айхоле (6 століття) і храм Вішну (5—6 століття) в м. Деогарх.

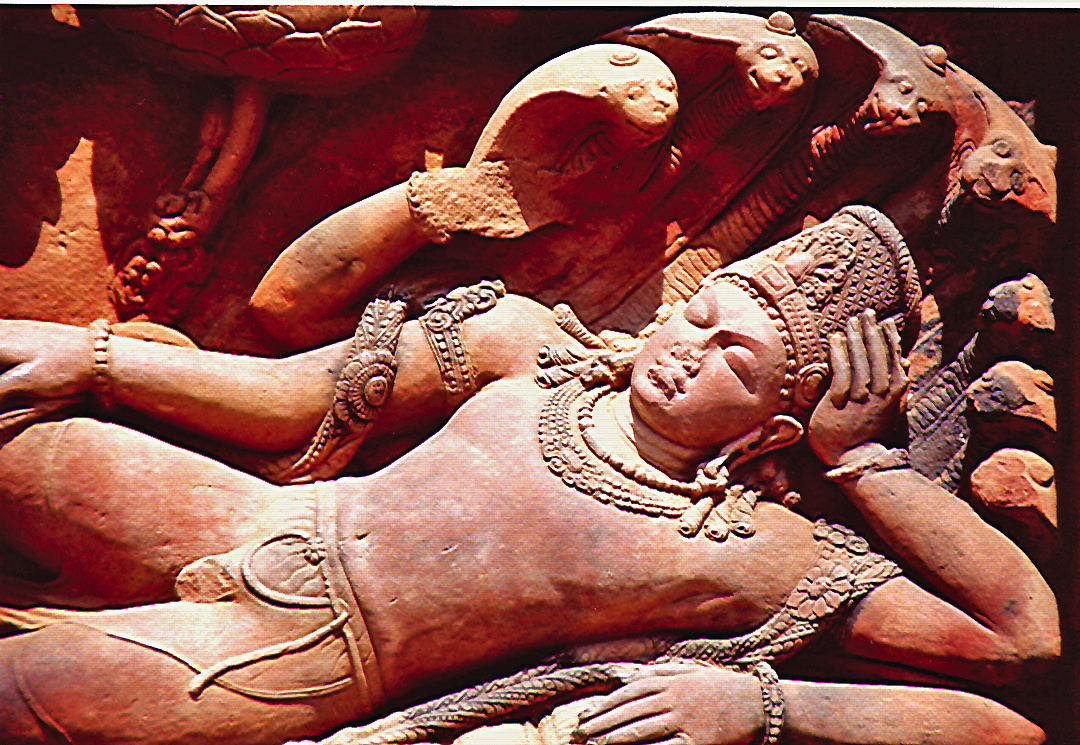
Вішну лежить на змії Шеша (Ананта). Бічна панель храму Вішну

Збереглися і деякі будівлі, що свідчать високу архітектурну майстерність. Наприклад, знамениті печерні храми Еллори, в середині яких висічені величезні монолітні скелі і кам'яні брили. Усередині храмів містяться численні скульптурні зображення на теми староіндійської і буддійської міфології, які вражають красою і граціозністю людських фігур, а стіни багато прикрашені фресками. Серед споруд виділяються чайтьї і Віхар — гуртожитки буддійських ченців. Художники і майстри часу Гуптів досягли високого мистецтва в обробці металів. У Делі досі збереглася колона, яку відносять до кінця 4 — початку 5 століття. Вона зроблена зі звареного куванням заліза, що не заіржавіло, попри перебування впродовж століть під впливом сонця і дощу. Зразком єдності архітектури, скульптури та живопису є печерний комплекс в Аджанті (4 — 7 століття)

### Живопис

Розпис в Аджанті

Скельні ансамблі Аджанти відомі перш за все своїм живописом. Цей вид образотворчого мистецтва відомий в Індії з початку I тисячоліття до н. е. Однак через те, що під дією вологого клімату живописний шар швидко руйнується, печерні храми Аджанти є чи не єдиною збереженою пам'яткою, за якою можна зробити висновок про розписи Гуптської епохи. Стінопис Аджанти датують 4—7 століттям. Живопис зберігся лише в шістнадцяти печерах. Тут були розписані стелі, стіни і навіть колони.
Спочатку майстри готували суміш із глини, коров'ячого гною і порошку трапового каменю, іноді додаючи для міцності рисове лушпиння. На цей шар спеціальною щіткою наносили найтонший шар білої штукатурки «чунам» і полірували його тонкою залізною лопаткою. Для приготування фарб розтирали яйця, додаючи рисовий відвар, патоку, клей і потрібні барвники (крім ляпіс-лазурі, привезеної з острова Ланка, їх отримували з місцевих мінералів).

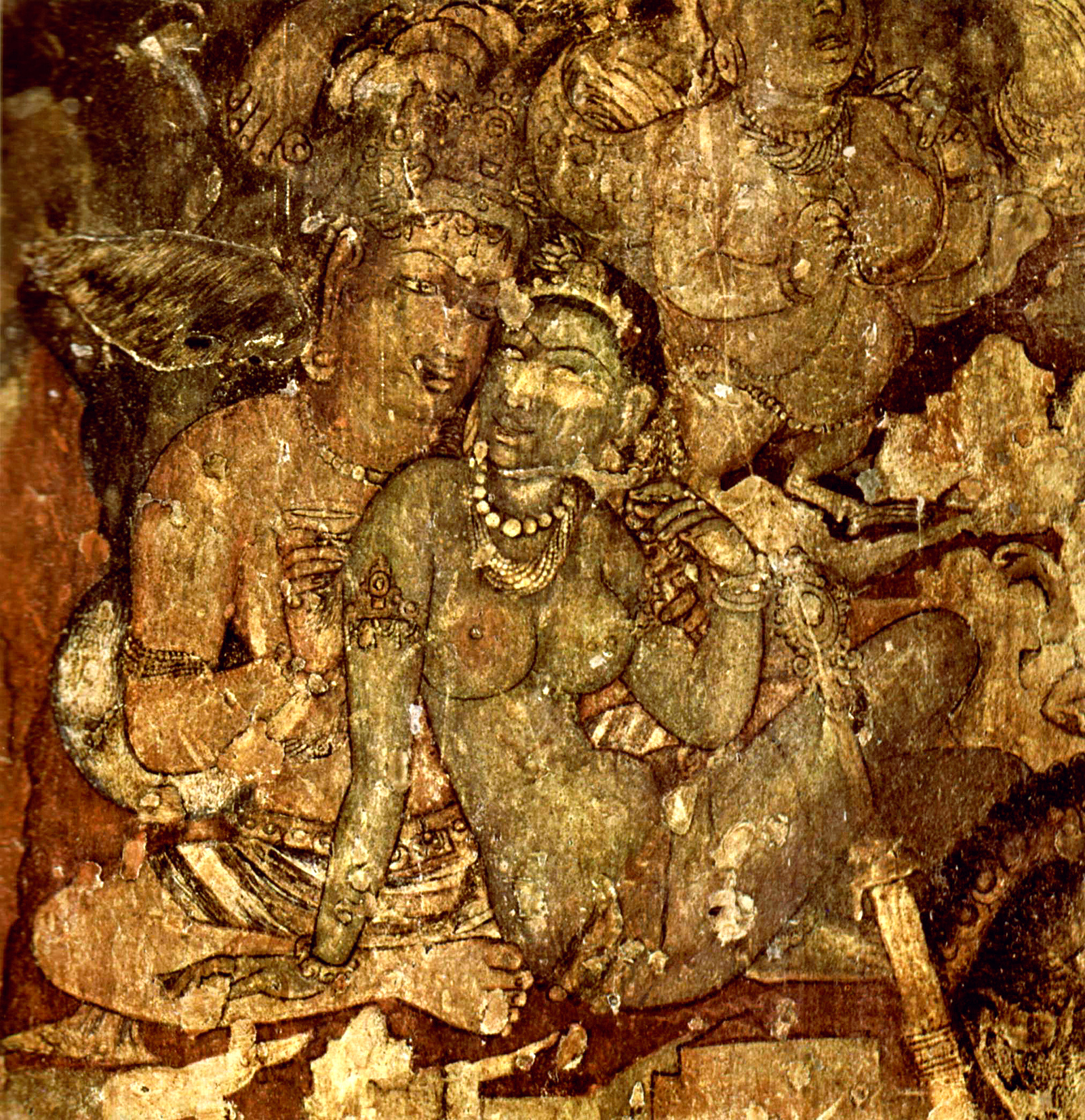
Розписи Аджанти

Для освітлення напівтемних печер художники використовували білу матерію і поліровані металеві пластини для зображення в печерах яскравого сонячного світла. Найдивнішим є те, що чимало фарб цих розписів світяться в темряві. Серед розписів — зображення богів, небесних красунь апсар, сцени придворного життя. Художники Аджанти залишили нам портрети безлічі красунь із хитромудрими прикрасами і зачісками, серед яких немає однакових. Звичайно, більшість сюжетів присвячено життю Будди і його вченню. Тут зображено Махамайю, матір Будди, що стоїть біля колони, та Будду, якому поклоняється його дружина і син, а також зображення головної події в його житті — подолання спокуси, посланого Будді демоном Марою, і здобуття істини під деревом Бодхи.

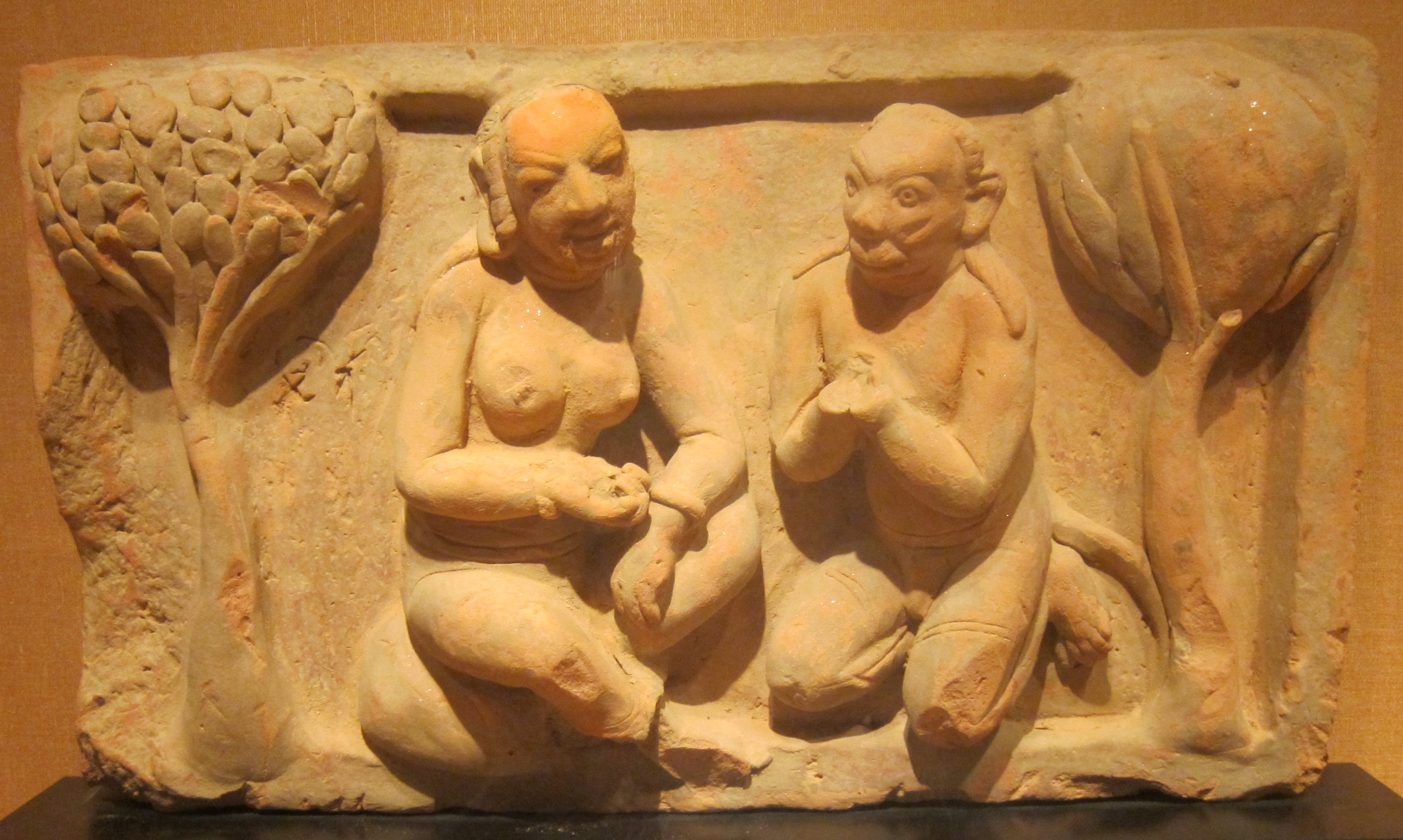
Теракотовий рельєф із зображенням сцен із «Рамаяни»

Живописні твори знайшли своє обґрунтування в мистецтвознавчому теоретичному трактаті «Вшшудхармоттара», де описуються характер, тематика та сюжетна різноманітність тогочасного індійського живопису.

### Скульптура
Саме період Гуптів був також часом уніфікації стилю та іконографії в мистецтві. Колишня Кушанська столиця в Матхурі залишалася центром буддійської скульптури. В образах IV–V століття поєднуються масивні пропорції і тілесність ранніх Кушанських статуй. Найвідоміший шедевр цього періоду — статуя

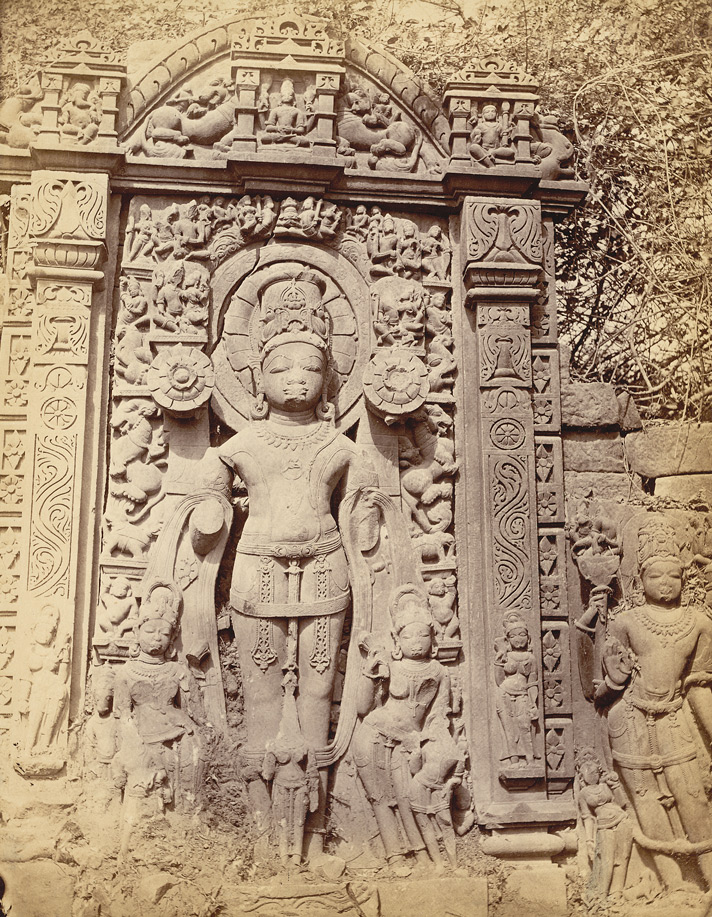
Скульптура Адітья, бога Сонця періоду держави Гуптів

Будди, висічені в Сарнатху (5 століття). Це перша в Індії лита мідна двометрова статуя Будди вагою до 1 тонни. Їх драпування легкі, щільно прилеглі покриви, які повністю відображають обриси тіла. Торс має циліндричну форму, а кінцівки підкреслюють пластичність форми надприродних істот, що далеке від зображення звичайних людей.

## Правителі з династії Гуптів
- Шрі-Гупта (275–300)
- Гхатоткача (300–320)
- Чандраґупта І (320–350)
- Самудрагупта (350–376)
- Чандрагупта ІІ (376–415)
- Кумарагупта I (415–455)
- Скандагупта (455–470)
- Кумарагупта II (470–475)
- Будагупта (475–500)
- Вайнягупта (500–515)
- Нарасімагупта (515–530)
- Кумарагупта III (530–540)
- Вішнугупта I (540–550)